# Quận Luna, New Mexico
Quận Luna là một quận thuộc tiểu bang New Mexico, Hoa Kỳ. Quận này có diện tích 7979 km², dân số theo điều tra năm  2000 của Cục điều tra dân số Hoa Kỳ là 25.016 người 2. Quận lỵ đóng tại thành phố Deming6.

## Địa lý
Theo Cục điều tra dân số Hoa Kỳ, quận có diện tích km2, trong đó có km2 là diện tích mặt nước.

### Quận giáp ranh
- Quận Sierra, New Mexico - đông bắc
- Quận Doña Ana, New Mexico - đông
- Quận Grant, New Mexico - tây
- Quận Hidalgo, New Mexico - tây
- Ascensión, Chihuahua, Mexico - nam